# もんくもん
『もんくもん』は、読売テレビで2014年より不定期に制作・放送されるトークバラエティ番組である。

## 概要
番組のテーマは「日常にあふれるちょっとした文句についてちょっとだけ真剣に考えてみよう！」。番組から出されるプチもんくテーマについて、なるみと黒田有がゲストとともに街頭インタビュー映像を交え、ひたすら文句を言う番組である。テーマから脱線することもあり、事実上の進行はホラン千秋が務めている。

## 出演者
MC
- なるみ（第9回～第12回は産休の為、休演）
- 黒田有（メッセンジャー）
- ホラン千秋
- 黒木千晶（読売テレビアナウンサー）第37回～第38回
- 近藤春菜（ハリセンボン）第9回～第12回

## 放送リスト
| 回 | 放送日         | 放送時間               | ゲスト | VTR出演 | プチもんく数 |
| -- | -------------- | ---------------------- | --- | --- | ------------ |
| 1  | 2014年3月16日  | 16:30 - 17:25 （55分） | 石田純一、菊地亜美 | | 38           |
| 2  | 2014年3月23日  | 16:30 - 17:25 （55分） | キダ・タロー、NANA（MAX） | | 21           |
| 3  | 2014年8月24日  | 15:00 - 16:30 （90分） | 的場浩司、鈴木紗理奈、山村紅葉、JOY | | 98           |
| 4  | 2014年12月28日 | 15:00 - 16:30 （90分） | 杉本彩、蛭子能収、山口もえ | | 116          |
| 5  | 2015年6月21日  | 15:00 - 16:30 （90分） | 西川史子、篠原信一、スザンヌ | | 123          |
| 6  | 2015年7月5日   | 15:00 - 16:00 （60分） | 武田修宏、IVAN | | 62           |
| 7  | 2015年8月30日  | 15:00 - 16:30 （90分） | 哀川翔、杉村太蔵、鈴木奈々 | | 106          |
| 8  | 2015年9月13日  | 15:00 - 16:00 （60分） | 梅沢富美男、井森美幸 | | 67           |
| 9  | 2015年12月27日 | 15:00 - 16:30 （90分） | 松本明子、東貴博 | 川田裕美 | 112          |
| 10 | 2016年2月14日  | 15:00 - 16:00 （60分） | 中川家、つるの剛士、佐藤仁美 | すっちー、中川貴志 | 72           |
| 11 | 2016年3月6日   | 15:00 - 16:30 （90分） | ヒロミ、長嶋一茂、羽野晶紀 | | 118          |
| 12 | 2016年3月20日  | 15:00 - 16:00 （60分） | 中尾彬、未知やすえ、河北麻友子 | すっちー、森田まりこ、酒井藍、川田裕美 | 78           |
| 13 | 2016年6月26日  | 15:00 - 16:30 （90分） | 藤岡弘、、内山信二、小倉優子 | 川田裕美 |              |
| 14 | 2016年7月17日  | 15:00 - 16:30 （90分） | 川合俊一、武井壮、保田圭 | | 94           |
| 15 | 2016年11月6日  | 15:00 - 16:30 （90分） | 泉谷しげる、月亭方正、MEGUMI | 川田裕美 | 78           |
| 16 | 2016年12月11日 | 15:00 - 16:30 （90分） | 大鶴義丹、浅田舞、加藤諒 | | 92           |
| 17 | 2017年3月5日   | 15:00 - 16:30 （90分） | デヴィ夫人、的場浩司、織田信成、鈴木奈々 | | 96           |
| 18 | 2017年3月19日  | 15:00 - 16:30 （90分） | 石田純一、東尾理子、IMARU、横澤夏子 | | 101          |
| 19 | 2017年7月23日  | 15:00 - 16:30 （90分） | 草野仁、遠藤章造（ココリコ）、藤田ニコル | 鈴木紗理奈 | 112          |
| 20 | 2017年8月20日  | 15:00 - 16:30 （90分） | 円広志、大久保佳代子（オアシズ）、中村静香 | 川田裕美 | 108          |
| 21 | 2017年12月24日 | 15:00 - 16:30 （90分） | IKKO、柴田英嗣（アンタッチャブル）、鈴木奈々                                                                                                   | 川田裕美 | 105          |
| 22 | 2018年1月21日  | 15:00 - 16:30 （90分） | 関根勤、アンミカ、河北麻友子 | おのののか | 102          |
| 23 | 2018年3月4日   | 15:00 - 16:30 （90分） | 蝶野正洋、西村和彦、高橋真麻 | 稲田直樹（アインシュタイン）、おのののか |              |
| 24 | 2018年3月18日  | 15:00 - 16:30 （90分） | 美川憲一、木本武宏（TKO）、遼河はるひ、中村静香                                                                                                | | 110          |
| 25 | 2018年7月22日  | 15:00 - 16:30 （90分） | ふかわりょう、ナジャ・グランディーバ、みちょぱ                                                                                                 | | 115          |
| 26 | 2018年8月12日  | 15:00 - 16:30 （90分） | ガダルカナル・タカ、原田龍二、丸山桂里奈 | 菊地亜美 |              |
| 27 | 2018年11月11日 | 15:00 - 16:30 （90分） | DJ KOO、金村義明、川田裕美、小園凌央 | おのののか |              |
| 28 | 2018年12月9日  | 15:00 - 16:30 （90分） | 中山秀征、モーリー・ロバートソン、岡井千聖 | |              |
| 29 | 2019年2月17日  | 15:00 - 16:30 （90分） | いとうまい子、的場浩司、重盛さと美 | おのののか |              |
| 30 | 2019年3月24日  | 15:00 - 16:30 （90分） | 円広志、北斗晶、アンミカ | 川田裕美 |              |
| 31 | 2019年6月9日   | 15:00 - 16:30 （90分） | 磯野貴理子、東貴博、みちょぱ、中川家 | 菊地亜美、おのののか |              |
| 32 | 2019年7月14日  | 15:00 - 16:30 （90分） | 関根勤、西村知美、武井壮 | 川田裕美 |              |
| 33 | 2019年12月15日 | 15:00 - 16:30 （90分） | 勝俣州和、北斗晶、大久保佳代子 | 川田裕美 |              |
| 34 | 2020年1月19日  | 15:00 - 16:30 （90分） | 石原良純、ふかわりょう、川田裕美 | 菊地亜美、つぼみ大革命 |              |
| 35 | 2020年2月16日  | 15:00 - 16:30（90分）  | デヴィ夫人、福田充徳（チュートリアル）、ファーストサマーウイカ                                                                                 | アインシュタイン、鈴木紗理奈 |              |
| 36 | 2020年3月15日  | 15:00 - 16:30（90分）  | 円広志、ナジャ・グランディーバ、トラウデン直美                                                                                                 | 川田裕美 |              |
| 37 | 2020年7月19日  | 15:00 - 16:30（90分）  | くっきー!（野性爆弾）、はるな愛 | |              |
| 38 | 2020年8月9日   | 15:00 - 16:30（90分）  | 円広志、西田幸治（笑い飯）、ナジャ・グランディーバ、藤崎マーケット、奥田修二（学天即）、渋谷凪咲（NMB48）、天才ピアニスト                      | ガダルカナル・タカ、アンミカ、川田裕美、梅沢富美男、杉村太蔵 |              |
| 39 | 2020年12月20日 | 15:00 - 16:30（90分）  | 梅沢富美男、ファーストサマーウイカ | 鈴木紗理奈、レジェンド松下、林健（ギャロップ）、ますみ（天才ピアニスト）                                                                                                 |              |
| 40 | 2021年1月17日  | 15:00 - 16:30（90分）  | 近藤春菜（ハリセンボン）、王林 | おのののか、諸見里大介、すっちー、吉田裕 |              |
| 41 | 2021年10月16日 | 15:00 - 16:30（90分）  | ケンドーコバヤシ、峯岸みなみ | 月亭八光 |              |
| 42 | 2021年11月14日 | 15:00 - 16:30（90分）  | 赤井英和、赤井佳子、岡田結実 | 丸山桂里奈 |              |
| 43 | 2021年12月26日 | 16:00 - 17:30（90分）  | 品川庄司、鷲見玲奈 | 月亭八光 |              |
| 44 | 2022年1月16日  | 15:00 - 16:30（90分）  | 福田充徳（チュートリアル）、ゆうちゃみ | はるな愛 |              |
| 45 | 2022年3月12日  | 15:00 - 16:30（90分）  | FUJIWARA、須田亜香里（SKE48） | 林健（ギャロップ）、野呂佳代 |              |
| 46 | 2022年4月24日  | 16:00 - 17:30（90分）  | 岡田圭右（ますだおかだ）、神田愛花 | 月亭八光 |              |
| 47 | 2022年9月10日  | 12:53 - 16:00（187分） | 前半 石原良純、高橋茂雄（サバンナ）、安藤美姫 後半 濱口優（よゐこ）、くっきー!（野性爆弾）、久代萌美                                           | ロケ 八木真澄（サバンナ）、月亭八光、林健（ギャロップ）、ますみ（天才ピアニスト） 出張料理人！黒田 久本雅美、具志堅用高、柴田英嗣（アンタッチャブル）、渋谷凪咲（NMB48） |              |
| 48 | 2022年12月25日 | 15:00 - 17:30（150分） | 前半 勝俣州和、井上裕介（NON STYLE）、ゆめぽて 後半 岩尾望（フットボールアワー）、ナヲ（マキシマム ザ ホルモン）、大村朋宏（トータルテンボス） | 林健（ギャロップ）、かなで（3時のヒロイン）、三原羽衣 |              |
| 49 | 2023年12月30日 | 13:30 - 16:00（150分） | 前半 くっきー!（野性爆弾）、土屋アンナ、ベッキー 後半 岡田圭右（ますだおかだ）、ギャロップ、ゆうちゃみ、ゆいちゃみ                             | 福田充徳（チュートリアル）、かなで（3時のヒロイン）、スマイル、さや香、コロコロチキチキペッパーズ                                                                        |              |
| 50 | 2024年8月25日  | 15:00 - 17:00（120分） | 前半 なすなかにし、水田信二、今井アンジェリカ 後半 呂布カルマ、ギャル曽根                                                                      | 八木真澄（サバンナ）、アキナ、黒木千晶（読売テレビアナウンサー） |              |
| 51 | 2025年3月23日  | 15:00 - 16:00（60分）  | 吉田敬（ブラックマヨネーズ）、中村仁美、みりちゃむ                                                                                             | 八木真澄（サバンナ）、林健（ギャロップ） |              |
| 52 | 2025年6月8日   | 16:30 - 17:30（60分）  | 久保田かずのぶ（とろサーモン）、ベッキー | 今井アンジェリカ |              |

## スタッフ
- ナレーション - 井上宏之、かわたそのこ（かわた→第5-8回は今西が担当）
- 構成 - 友光哲也、服部裕也（服部→第3回-）
- TD/VE - 菊地健（第50回-、第3,5,6,21,22,24-28,35,36回はVE）
- SW - 石田和也（第1-42,49,51回-）
- CAM - 坂口拓磨（第41,42,45-48,51回-）
- MIX - 畑仲豊萌（第51回-）
- LD - 窪田和弘（第5-12,15-26,33-35,39,40,50回-、第49回はTD/LD）
- EED - 明石健二（第1-44,46回-）
- テロップ - 井上ちひろ（第1-44,46回-）
- 音効 - 竹内健司（第31-41,44回-）
- MA - 寺本卓矢（第26-31,34,35,37,40,41,44,45,47回-）
- 美術 - 野沢桃子（第1-26,37-40,50回-）
- 美術進行 - 中村裕（第6回までは小道具兼務）
- 大道具 - 片山柚月（第50回-）
- イラスト - 藤江友美
- 協力 - ytv Nextry、一歩本舗（一歩→第39-41,43,46回-）、D-mark、ガレージ、ホーリーズ（ガレージ・ホーリーズ→第50回-）、ADEC、マウス、ハートス、高津商会、グリーン・アート、アトリエ・ルソル、株式会社丸善（丸善→第6回まで丸善かつらと表記）、東京衣裳、ダレカノデザイン（アトリエ・東京・ダレカノ→第3回-）、ピースリー本舗（第41,43,45,47-50,52回）
- AP - 栗原佐知（メガバックス）
- 宣伝 - 服部愛未（読売テレビ、第50回-）
- ディレクター - 久松美波（第51回-）、坂本一馬（第36,40,41,44,46回-）、杉野嘉則（第34,35,37-39,41,42,44,45,47回-）、岸本至生（第33,35,39,40,42,43,45,47回-）、加茂田祥子（第49回-）[以上読売テレビ]、佐伯圭佑（Dmark、第14-18,20,22,25,28,30,32,34,36,38,40,41,43,46回-）、中山真平（東通企画、第50回-）、孫貴志（一歩本舗、第41,43,46回-）、水谷唯（第50回-）、石川彬（ytv Nextry、第51回-）
- プロデューサー - 坂川綾那（吉本興業、第49回-）
- プロデューサー／演出 - 加藤崇（読売テレビ、第41回-、第21-23回は宣伝、第30,31,33,39回はディレクター）
- チーフプロデューサー - 斎藤恭仁雄（読売テレビ、第50回-）
- 制作協力 - 吉本興業
- 制作著作 - 読売テレビ

### 過去のスタッフ
- ナレーション - 今西由利子（第5-8回）、三浦隆志（第20回）、大野晃佳（ytvアナウンサー、第48,49回）
- 構成 - 村井聡之（一時離脱）
- 演出 - 古河雅彦（読売テレビ、第25-28回、第3,5-11,13-23回はディレクター）
- TM - 松浦正和（第1回はLD、第9,10回はTD兼務）
- TD/SW - 塚本新一（第1-8,11,12回はTD/CAM、第13,14回はCAM）、大橋優（第43-48回はSW兼務、第23,29,30,35-38回はCAM、第39-42回はTD/CAM）
- TD - 鈴木直人（第13-22回、第16-18回はMIX兼務）
- SW - 野口忠繁（第50回、第31,32回はCAM）
- MIX - 正木良（第27-32回）、沖田一剛（第39,40,43,44,50回、第25,26,33-38回はTD兼務）、四方武範（第41,42,48回）、池永祐一（第45-47回）、後藤敬介（第49回）
- CAM - 野平浩二（第9-12回）、坂口裕一（第15-22,25,26回）、井ノ口鉱三（第27,28回）、宮川竜之介（第27-30回）、加藤裕規（第29,30,43,44回）、黒田賢治（第33,34回）、土肥俊之（第39,40回）、筒井周太（第49回）、大矢晃平（第50回）
- LD - 堂免高志（第3回）、浜野眞治（第13,14,41-44回）、奥嶋駿介（第23,25,26,28-32,35-38,45,46回）、廣江貞雄（第27,28回、第25,26回は技術）、窪内誠（第1,9-12,19,20回はVE、23回はTD兼務、第47,48回）
- VE - 池見憲一（第7,8,17,18回）、米田忠義（第13-16,25,29-35回）、松下英男（第37,38回）、木谷公久（第39-44回）、山岡宗馬（第45-48回）、古門優弥（第49回）
- 音声 - 田口護（第1回）、藤本博樹（第3,9,10回）、高田哲也（第5,6回）、後藤敬介（第7,8回）、山崎多佳彦（第11,12回）、今堀晃行（第13-15回）
- 音効 - 鏑木太郎（第8回まで）、副島圭祐（第9-30回）、荒畑暢宏（第42回）、小林翔子（第43回）
- 編集 - 渋谷良人（第47回まで）、千代秀樹（ytv Nextry、第48回）
- EED - 佐藤友彦（第45回）
- テロップ - 矢野めぐみ（第45回）
- MA - 古庄陽（第1,3,10-13,15-25,27-30,32,33,36回）、堀内孝太郎（第3,5-9,14-23回）、西山直宏（第38,39,42,43,46回）
- 美術 - 箕田英二（第27-36,41-49回）
- 大道具 - 橋本英実（第7-26回）、佐藤貴（第27-40回）、一丸絵美里（第41-50回）
- イラスト - 廣川淳志（第22回まで）
- TK - 中嶋多美子（第1回）
- 協力 - 日本ペットモデル協会、Kフィット、中之島ウェスト（第1回）、沼津事務所（第1,33-38回）、放送事業社（第1-37,39,40回）、メガバックス（第1,3,14-43,45回）、新光企画（第1,49回）、mabu（第1-37,39,40,42,44,45,47-49回）、alm dining ZERO（第3回）、アイブリッジ株式会社「リサーチプラス」（第3,5-7,9-26,41回）、カシムラ、国際通訳（第5回）、よしもとビジョン（第5-13回）、第一興商（第8,9,23,29回）、アルチザン（第11-15回）、箕面観光ホテル（第12回）、よしもとブロードエンタテインメント（第14-37,40,44,46回）、京橋おかげさま、東洋放映（第16回）、道頓堀つぼみ（第18回）、ルデ・プラス（第18,19,43,48-51回）、クリーク・アンド・リバー社（第19回）、アイデアリミックスクラブ（第22回）、PIXTA（第25,26回）、キャストプラン（第29-32,40回）、CHOCO FILM、テアトルアカデミー、A-Light（第29回）、A-CAST（第29,31回、第29回は、エーキャスト）、プロジェクト・コア（第31回）、Partner's PRO、南海電気鉄道株式会社（第31,32回）、劇団ひまわり（第31-33,37,39-41,44,46回）、BAX（第32回まで）、相互タクシー株式会社、ホワイトブレイン（第32回）、有限会社コム（第33,35回）、株式会社ウイズ・ユー（第37,39,40回）、株式会社舞夢プロ（第37,39,42,43,46-48回）、コパ・コーポレーション（第39回）、JOYSOUND（第42回）、Zapppallas、やかん亭、株式会社TORIDE、berryB（Zapp・やかん・TORIDE・berry→第44回）、株式会社スターダストプロモーション（第44,46,47回）、BiueBreeze、ハウフルス、フジアール（Biue・ハウ・フジ→第47回）、スーパーマーケットファンタジー（第47-49回）、フォレスト（第47,49回）、新町ラーメン、OCS CITY ROCK GYM 大和郡山ジム、全国珠算教育連盟、柿田そろばん教室、長曾根ストロングス、TENNIS SUPPORT“梅塾”（新町以降→第48回）、stand out、光学堂、COMPLETE、スポーツチャンバラ友心館、兵庫県スケート連盟ひょうごSSC、KAGO SKILLS LABO（stand以降→第49回）、いぬの幼稚園 さくら学園（第50回）
- リサーチ - フルタイム（第1回）
- 編成 - 吉田聖（読売テレビ、第7回まで）
- 宣伝 - 飯田將博（第1回）、嶋岡良介（第3回）、藤生朋子（第5-20回）、本家恵子（第25,26回）、三好順作（第27-32回）、木下彩香（第33-41回）、増田瞳（第41-49回）、吉井智也（第47,48回）[全員読売テレビ]
- SNS - 清水誠（読売テレビ、第47-49回）
- ディレクター - 関典明（第1回）、吉田剛志（第1-11回）、土屋洋之（第5,6回）、植村勇太（第5,7,10,11,13,14,16-23回）、廣瀬拓万（第7,16,17,19-28,30,32,34,35,38,39,50回）、福田浩之（第15-18回）、門上由佳（第18回）、金井啓（第19-22,25-30,32,34-37回）、村上顕太（第21,22,26-28,30-33,36,37,40,42,46回）、田中瑛人（第27-29,31,32回）、那須賢道（第31,34,35,37,40,42,44-48回）、中埜勝之（第33-35回）、小池洋平（第41,44回）、樫原淳（第48,49回）[以上読売テレビ]、光岡麦（第1-11,14,16,20,26-29,32,35,40回）、辻あゆみ（レジスタX1、第1-23回）、小野謙馬（ytv Nextry、第3-32回）、鈴木徹（スーパーマーケットファンタジー、第3-36,38,39,42,43,45,47-49回）、前等（第11回）、久世恵太（よしもとブロードエンタテインメント、第11,13,15,19,21,23,25,28,31,33,37,40,41,44,46-49回）、宮内宏輔（第12回）、宮井豊（レジスタX1、第13回）、増田健介（ytv Nextry、第43,45回）、家谷美里（Dmark、第45,47-49回）
- プロデューサー - 中島恭助（第2回まで）、中西英行（第3-31回）、野瀬慎一（第32-37回）[以上読売テレビ]、植田隆志（よしもとクリエイティブ・エージェンシー、第5-18回）、牧里子（よしもとクリエイティブ・エージェンシー、第19-30回）、坂口大輔（吉本興業、第36,41,42,44,45回）、後藤ちあき（吉本興業、第43,46-48回、第13回はディレクター）
- プロデューサー／演出 - 山口将人（読売テレビ、第38-40回、第37回までは演出）
- チーフプロデューサー - 山岸正人（第3回まで）、吉川秀和（第5-30回）、竹綱裕博（第31-46回）、竹本輝之（第47,48回）、菱田雄介（第49回）[全員読売テレビ]